# Chiesuola (Pontevico)
Chiesuola (Cesola o Giasola in dialetto bresciano) è una frazione del comune italiano di Pontevico, in provincia di Brescia, nella regione Lombardia.

## Geografia fisica
La frazione è posta a 59 metri sul livello del mare, dista 2,57 km da Pontevico.

### Clima
Chiesuola, come l'intero territorio di Pontevico, è parte della zona climatica E.

## Storia
Il centro abitato si formò nel XIV secolo, nel periodo in cui era in corso la rinascita agricola della Bassa Bresciana.
Fin da subito vi venne edificata una chiesa. La struttura, con il passare degli anni mutò spesso il suo aspetto, tanto che venne notevolmente ampliata è più volte ricostruita, assumendo la forma attuale nel 1926. Nel XVIII secolo, si iniziò a tenervi il Santissimo Sacramento, servendo anche le località di Gauzza e Dosso.
Nel frattempo, il 12 gennaio 1891, per opera della signora Geroldi Forcella, è nato un ospizio per gli anziani, eretto in ente morale nel 1905. In questo periodo, il centro abitato vantava già un curato e la scuola elementare.
Chiesuola è stata eretta a parrocchia con un decreto del 7 giugno 1939.
Nel 1977 chiuse l'ospizio per anziani, non molto tempo dopo chiusero pure le scuole primarie.

## Monumenti e luoghi di interesse

### Chiesa di Sant'Antonio di Padova
La Chiesa, la cui costruzione risale al Basso Medioevo, assunse la denominazione di Madonna porta del Paradiso. Caduta in disuso e diroccatasi nella seconda metà del Cinquecento, visse nel secolo successivo la sua prima ricostruzione. Nel 1660 venne arricchita di legati, per merito di Giuseppe de Onofris. Successivamente, nel 1677 vi venne collocata la sagrestia, mentre agli inizi del Settecento assunse l'attuale denominazione in nome di Sant'Antonio di Padova. Nel 1888 passò sotto il patronato della famiglia Forcella, venendo ampliata e abbellita con tre altari in luogo di uno solo. La chiesa venne ricostruita con il cemento armato in finto gotico a cavallo tra il 1904 e il 1905, mentre risale al 1926 la costruzione del campanile nel medesimo stile. La struttura vanta la presenza di un organo a trasmissione meccanica al suo interno. Funge da parrocchia e accanto ad essa è presente l'omonimo oratorio.